# Lokomotiv (anello centrale di Mosca)
Lokomotiv (in russo Локомотив?) è una stazione dell'anello centrale di Mosca inaugurata nel 2016. La fermata serve il quartiere di Čerkizovo nel distretto amministrativo nord-orientale della capitale russa.
A poca distanza dalla stazione, si trova la stazione di Čerkizovskaja posta lungo la linea 1 e lo Stadio Lokomotiv, che ospita le partite casalinghe della Lokomotiv Mosca.
Nel 2017, la stazione era mediamente frequentata da 21.000 passeggeri giornalieri.